# Stazione di Fosdondo
La stazione di Fosdondo è stata una fermata ferroviaria posta lungo la ex linea ferroviaria Bagnolo in Piano-Carpi dismessa nel 1955, era a servizio di Fosdondo frazione del comune emiliano di Correggio.

## Storia
La stazione, fu attivata nel il 23 ottobre 1886 insieme alla tratta Bagnolo in Piano-Correggio dalla SAFRE (dal 1936 CCFR). La fermata continuò il suo esercizio fino alla sua chiusura avvenuta nel 1955.